# Edna Lewis
Edna Lewis, née le 13 avril 1916 et morte le 13 février 2006, est une cuisinière américaine, d'origine afro-américaine, connue pour ses ouvrages sur la cuisine traditionnelle du Sud des États-Unis.

## Biographie
Née dans le village Freetown, dans le comté d'Orange (Virginie), Edna Lewis est la petite-fille d'un esclave affranchi qui était à l'origine de la création du village. Elle a sept frères et sœurs. À seize ans, après la mort de son père, elle quitte Freetown pour se rendre à Washington, puis à New York. Elle trouve un emploi de blanchisseuse à Brooklyn, puis de couturière. Elle gagne rapidement en notoriété, entre autres pour ses robes « d'inspiration africaine » ; elle copie des robes de Christian Dior pour l'actrice et mannequin Doe Avedon, et réalise une robe pour Marilyn Monroe.
À New York, elle travaille également pour le journal communiste Daily Worker, participe à des manifestations, et fait campagne pour l'élection à la présidence de Franklin Delano Roosevelt. Elle épouse Steve Kingston, un retraité de la marine marchande, qui partage ses convictions communistes. Peu après leur mariage, elle rencontre John Nicholson, un antiquaire qui ouvre en 1949 un restaurant sur la 58e rue, dans l'East Side (Manhattan), le Café Nicholson (en). Elle en devient la cuisinière, et le restaurant connaît rapidement un grand succès, en particulier dans les milieux artistiques ; il est notamment fréquenté par William Faulkner, Marlon Brando, Tennessee Williams, Truman Capote, Richard Avedon, Gloria Vanderbilt, Marlene Dietrich, Eleanor Roosevelt et Diana Vreeland. Edna Lewis travaille dans ce restaurant jusqu'à la fin des années 1950.
Encouragée par Judith Jones, responsable des ouvrages de cuisine chez l'éditeur Knopf (qui publie également Julia Child), elle met par écrit de nombreuses recettes qui sont publiées en 1972 sous le titre The Edna Lewis Cookbook, ouvrage suivi par The Taste of Country Cooking (1976) qui connaît un grand succès et est aujourd'hui considéré comme un ouvrage de référence sur la cuisine du Sud, vu comme « peut-être le livre de cuisine régionale le plus divertissant des États-Unis » par le critique du New York Times en 1979. En 2017, ce livre a été mentionné dans un épisode de l'émission de cuisine Top Chef et a figuré pendant plusieurs semaines parmi les meilleures ventes de livres de cuisine sur le site internet Amazon.
Elle travaille par la suite dans différents restaurants, dont le célèbre Gage and Tollner à Brooklyn, entre New York, Chapel Hill (Caroline du Nord) et Charleston (Caroline du Sud).

## Ouvrages
- The Edna Lewis Cookbook (1972)
- The Taste of Country Cooking (1976)
- In Pursuit of Flavor (1988)
- The Gift of Southern Cooking (2003, avec Scott Peacock)